# 代頓 (蒙大拿州)
代頓（英語：Dayton）是位於美國蒙大拿州萊克縣的普查規定居民點。

## 歷史
代頓的郵局自1893年營運至今。

## 人口
根據2020年美國人口普查的數據，代頓的面積為1.44平方千米，當中陸地面積為1.42平方千米，而水域面積為0.02平方千米。當地共有人口104人，而人口密度為每平方千米72.22人。